# 米娅·圣罗米托
米娅·圣罗米托（英語：Mia Santoromito，1985年3月19日—），出生於悉尼，澳大利亞女子水球运动员，亦為澳大利亞國家女子水球隊成員，司職中衛。

## 簡歷
2008年，圣罗米托代表澳大利亞參加北京奥运会女子水球比賽，贏得銅牌。